# Great Burnt Island
Great Burnt Island is een eiland van 8 ha dat deel uitmaakt van de Canadese provincie Newfoundland en Labrador. Het eiland van ligt vlak voor de zuidkust van Newfoundland en maakt deel uit van de gemeente Burnt Islands. 

## Geografie
Great Burnt Island ligt centraal in God Bay, een kleine baai aan Newfoundlands zuidkust. Aan de oostzijde ligt er op het smalste punt slechts 150 meter water tussen het eiland en Newfoundland; aan de westzijde betreft het een afstand van 250 meter.
Het eiland is volledig volgebouwd en telt zo'n kwart van de inwoners van de gemeente Burnt Islands. In het uiterste noordoosten van het eiland ligt sinds 1969 een 280 meter lange dijk die het eiland met het vastelandsgedeelte van de gemeente verbindt. 